# Ryo Hatsuse
Ryo Hatsuse (初瀬 亮, Hatsuse Ryō) est un footballeur japonais né le 10 juillet 1997 à Kishiwada au Japon. Il évolue au poste d'arrière gauche à Gamba Osaka.

## Biographie

### Gamba Osaka
Formé au Gamba Osaka, il remporte la Coupe de l'Empereur en 2015, en faisant partie du groupe, mais sans jouer. Ryo Hatsuse fait ses débuts professionnels à l'occasion d'un match face au Ventforet Kōfu, le 6 mars 2016. Titularisé au poste d'arrière gauche ce jour-là, c'est lui qui délivre la passe décisive à Shun Nagasawa pour le seul but du match, qui donne la victoire à son équipe.

### Vissel Kobe
Le 1er janvier 2019, Ryo Hatsuse rejoint le club du Vissel Kobe. Il joue son premier match avec sa nouvelle équipe le 22 février 2019 face au Cerezo Osaka. Il est titularisé au poste d'arrière gauche et joue l'intégralité du match. Son équipe s'incline sur le score de 1-0.
Le 5 septembre 2019, Ryo Hatsuse est prêté à l'Avispa Fukuoka.

### Equipe nationale
Avec les moins de 19 ans, il dispute le championnat d'Asie des moins de 19 ans en 2016, qui se déroule à Bahreïn. Lors de cette compétition, il joue quatre matchs. Le Japon remporte le tournoi en battant l'Arabie saoudite en finale, après une séance de tirs au but.
Avec les moins de 20 ans, il participe à la Coupe du monde des moins de 20 ans en 2017. Lors de cette compétition organisée en Corée du Sud, il joue deux matchs, contre l'Afrique du Sud et l'Italie. Le Japon s'incline en huitièmes de finale face au Venezuela.
Lors de la Coupe d'Asie de l'Est 2017, il figure sur le banc des remplaçants de l'équipe nationale A, sans jouer.
Par la suite, avec les moins de 23 ans, il participe aux Jeux asiatiques de 2018 organisés en Indonésie. Lors de ces Jeux, il joue cinq matchs. Il s'illustre en délivrant une passe décisive lors de la finale perdue face à la Corée du Sud.

## Palmarès
- Finaliste de la Coupe d'Asie de l'Est en 2017 avec l'équipe du Japon
- Vainqueur du championnat d'Asie des moins de 19 ans en 2016 avec l'équipe du Japon des moins de 19 ans
- Finaliste des Jeux asiatiques de 2018 avec l'équipe du Japon des moins de 23 ans
- Vainqueur de la Coupe du Japon de football 2019 avec le  Vissel Kobe
- Vainqueur de la Supercoupe du Japon de football : 2020 avec le  Vissel Kobe